# Stavanger Oilers
Die Stavanger Oilers sind ein norwegischer Eishockeyclub, der im Jahr 2001 gegründet wurde und seit 2003 in der höchsten norwegischen Spielklasse, der GET-ligaen aktiv ist. Die Mannschaft gewann 2010, 2012, 2013, 2014, 2015, 2016, 2017, 2022 und 2023 die norwegische Meisterschaft.

## Geschichte
Die Stavanger Oilers wurden im Jahr 2001 gegründet und stellten den inoffiziellen Nachfolger der ebenfalls aus Stavanger stammenden Mannschaft Viking Hockey dar. Aufgrund des schlechten Managements der Vikings zog sich Geldgeber Hartti Kristola zurück und unterstützte stattdessen die neugegründeten Oilers.
Diese begannen ihre Geschichte in der niedrigsten norwegischen Liga, der 2. divisjon. In ihrer Premierensaison blieben sie ungeschlagen und erzielten 304 Tore in 24 Spielen, was zu einem großen Teil daran lag, dass die Mannschaft um einen Kern aus finnischen Topspielern und ehemaligen norwegischen Nationalteamgrößen gebaut war. Jari Kesti war allein an 226 Toren des Teams beteiligt. Der Aufstieg in die 1. divisjon gelang so bereits im ersten Jahr.
Für die Folgesaison wurde das Team nochmals verstärkt und dominierte infolgedessen auch die zweite Liga. Erst nach achtzehn von sechsunddreißig Spielen musste die Mannschaft die erste Niederlage hinnehmen und verlor insgesamt nur drei ihrer Begegnungen. Jari Kesti erwies sich erneut als große Stütze und sammelte im Saisonverlauf 150 Scorerpunkte. In den Playdowns verloren die Oilers nur eines von sechs Spielen im Penaltyschießen und sicherten sich so den Aufstieg in die höchste Spielklasse des Landes, die GET-ligaen.
Die Auftaktsaison verlief erneut äußerst positiv für die Mannschaft; der Grunddurchgang wurde auf dem sechsten Rang beendet, und Kesti war erneut teaminterner Topscorer. Im Viertelfinale konnten die Trondheim Black Panthers mit 3:1 Siegen geschlagen werden. Das Halbfinale resultierte jedoch im vorzeitigen Saisonende, da die Storhamar Dragons die Serie mit 3:1 für sich entscheiden konnten.
In der zweiten Spielzeit durchlief der Club mehrere Veränderungen. Kristola zog sich als Geldgeber zurück, und Tore Christensen übernahm das Management des Vereins. Gleichzeitig verließen mehrere verdiente Spieler, unter anderem Kesti, die Mannschaft, kehrten jedoch im Saisonverlauf wieder zurück. Die Spielzeit verlief durchwachsen, und nach einer Niederlage gegen den Letztplatzierten des Grunddurchgangs trat Cheftrainer Matti Riekkinen zurück und wurde durch den Schweden Gunnar Johansson ersetzt. Dieser konnte jedoch nicht mehr viel verändern, und die Oilers mussten die Saison mit einem Viertelfinal-Aus beenden.
Der neue Cheftrainer änderte das Spielerprofil und sorgte dafür, dass mehrere schwedische Legionäre zum Einsatz kamen. In der Folge spielten die Oilers ihre bisher beste Saison und erreichten letzten Endes als erstes Eishockey-Team Stavangers das Finale, wo sie jedoch mit vier aufeinanderfolgenden Niederlagen verloren und sich mit dem Vizemeistertitel begnügen mussten. Die Folgesaison brachte Rang drei im Grunddurchgang, jedoch folgte darauf ein vorzeitiges Saisonende im Halbfinale.
Die Oilers etablierten sich in den nächsten Jahren als einer der besseren Clubs der Liga, obwohl zwei Mal in Folge das Viertelfinale das Aus bedeutete. Erst im Jahr 2010 gelang erstmals der „große Wurf“: nach dem dritten Platz in der Hauptrunde gewannen die Oilers Viertelfinale, Halbfinale und Finale jeweils mit 4:2 und sicherten sich so ihren ersten Meistertitel in der kurzen Vereinsgeschichte. In den Jahren 2012 bis 2016 wurde man fünfmal in Folge Meister.
Der größte internationale Erfolg war der Sieg im IIHF Continental Cup 2013/14, den sie als erste norwegische Mannschaft für sich entscheiden konnten.

## Saisonstatistik
| Saison  | Liga        | Hauptrunde | Hauptrunde | Hauptrunde | Hauptrunde | Hauptrunde | Hauptrunde | Hauptrunde | Hauptrunde | Hauptrunde | Hauptrunde | Playoffs | Playoffs | Playoffs | Playoffs | Playoffs | Playoffs |
| Saison  | Liga        | Sp         | S          | N          | U          | SNV        | NNV        | T          | GT         | Pkt        | Rang       | SP       | S        | N        | T        | GT       | Ergebnisse |
| ------- | ----------- | ---------- | ---------- | ---------- | ---------- | ---------- | ---------- | ---------- | ---------- | ---------- | ---------- | -------- | -------- | -------- | -------- | -------- | --- |
| 2001/02 | 2. divisjon | 24         | 18         | 0          | 6          | –          | –          | 304        | 33         | 42         | 1.         |          |          |          |          |          | |
| 2002/03 | 1. divisjon | 36         | 30         | 3          | 3          | –          | –          | 288        | 96         | 63         | 1.         | 6        | 5        | 1        | 37       | 21       | 1., Qualifikation für die GET-ligaen                                                                                        |
| 2003/04 | GET-ligaen  | 42         | 19         | 18         | –          | 1          | 4          | 163        | 152        | 63         | 6.         | 7        | 4        | 3        | 20       | 26       | Viertelfinalsieg gegen Trondheim Black Panthers: 3:1 Halbfinalniederlage gegen Storhamar Dragons: 1:3                       |
| 2004/05 | GET-ligaen  | 42         | 16         | 20         | –          | 1          | 5          | 132        | 148        | 55         | 7.         | 3        | 0        | 3        | 7        | 17       | Viertelfinalniederlage gegen Vålerenga Ishockey: 0:3                                                                        |
| 2005/06 | GET-ligaen  | 42         | 19         | 14         | –          | 5          | 4          | 131        | 128        | 71         | 4.         | 17       | 8        | 9        | 47       | 48       | Viertelfinalsieg gegen Sparta Warriors: 4:2 Halbfinalsieg gegen Stjernen: 4:3 Finalniederlage gegen Vålerenga Ishockey: 0:4 |
| 2006/07 | GET-ligaen  | 44         | 25         | 12         | –          | 2          | 5          | 192        | 149        | 84         | 3.         | 12       | 6        | 6        | 42       | 47       | Viertelfinalsieg gegen IK Comet: 4:2 Halbfinalniederlage gegen Storhamar Dragons: 2:4                                       |
| 2007/08 | GET-ligaen  | 44         | 20         | 16         | –          | 4          | 4          | 135        | 117        | 72         | 6.         | 4        | 0        | 4        | 3        | 8        | Viertelfinalniederlage gegen Storhamar Dragons: 0:4                                                                         |
| 2008/09 | GET-ligaen  | 45         | 26         | 15         | –          | 2          | 2          | 148        | 117        | 84         | 4.         | 6        | 2        | 4        | 17       | 27       | Viertelfinalniederlage gegen Storhamar Dragons: 2:4                                                                         |
| 2009/10 | GET-ligaen  | 48         | 24         | 17         | –          | 1          | 6          | 132        | 128        | 82         | 3.         | 18       | 12       | 6        | 54       | 40       | Viertelfinalsieg gegen Lillehammer IK: 4:2 Halbfinalsieg gegen Sparta Warriors: 4:2 Finalsieg gegen Vålerenga Ishockey: 4:2 |
| 2010/11 | GET-ligaen  | 45         | 27         | 10         | –          | 5          | 3          | 176        | 108        | 94         | 2.         | 16       | 9        | 7        | 52       | 41       | Viertelfinalsieg gegen Frisk Asker: 4:1 Halbfinalsieg gegen Lørenskog IK: 4:2 Finalniederlage gegen Sparta Warriors: 1:4    |

## Gesperrte Trikotnummern
- 7 –  Jari Kesti
- 22 –  Tomi Suoniemi

## Trainergeschichte
- Matti Riekkinen (2001–2005)
- Sverre Høgemark (2005)
- Gunnar Johansson (2005–2007)
- George Kingston (2007)
- Larry Huras (2007–2008)
- Enio Sacilotto (2008–2009)
- Petter Thoresen (2009–2016)
- Pål Kristian Guldbrandsen (2016–2018)
- Todd Bjorkstrand (seit 2018)